# Shareef Abdur-Rahim

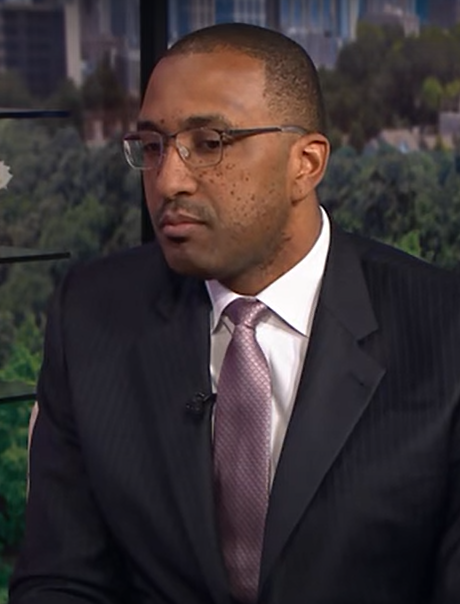
2019

Shareef Abdur-Rahim (Marietta, 11 de dezembro de 1976) é um basquetebolista profissional norte-americano, atualmente aposentado.

## Estatísticas

### Temporada regular
| Ano      | Equipe     | PJ  | PT  | MPP  | %TC   | %3P   | %TL   | RPP  | APP | ROB | TPP | PPP  |
| -------- | ---------- | --- | --- | ---- | ----- | ----- | ----- | ---- | --- | --- | --- | ---- |
| 1996–97  | Vancouver  | 80  | 71  | 35.0 | .453  | .259  | .746  | 6.9  | 2.2 | 1.0 | 1.0 | 18.7 |
| 1997–98  | Vancouver  | 82  | 82  | 36.0 | .485  | .412  | .784  | 7.1  | 2.6 | 1.1 | .9  | 22.3 |
| 1998–99  | Vancouver  | 50  | 50  | 40.4 | .432  | .306  | .841  | 7.5  | 3.4 | 1.4 | 1.1 | 23.0 |
| 1999–00  | Vancouver  | 82  | 82  | 39.3 | .465  | .302  | .809  | 10.1 | 3.3 | 1.1 | 1.1 | 20.3 |
| 2000–01  | Vancouver  | 81  | 81  | 40.0 | .472  | .188  | .834  | 9.1  | 3.1 | 1.1 | .9  | 20.5 |
| 2001–02  | Atlanta    | 77  | 77  | 38.7 | .461  | .300  | .801  | 9.0  | 3.1 | 1.3 | 1.0 | 21.2 |
| 2002–03  | Atlanta    | 81  | 81  | 38.1 | .478  | .350  | .841  | 8.4  | 3.0 | 1.1 | .5  | 19.9 |
| 2003–04  | Atlanta    | 53  | 53  | 36.9 | .485  | .217  | .880  | 9.3  | 2.4 | .8  | .4  | 20.1 |
| 2003–04  | Portland   | 32  | 3   | 22.8 | .447  | .364  | .832  | 4.5  | 1.5 | .8  | .6  | 10.0 |
| 2004–05  | Portland   | 54  | 49  | 34.6 | .503  | .385  | .866  | 7.3  | 2.1 | .9  | .5  | 16.8 |
| 2005–06  | Sacramento | 72  | 30  | 27.2 | .525  | .227  | .784  | 5.0  | 2.1 | .7  | .6  | 12.3 |
| 2006–07  | Sacramento | 80  | 45  | 25.2 | .474  | .150  | .726  | 5.0  | 1.4 | .7  | .5  | 9.9  |
| 2007–08  | Sacramento | 6   | 0   | 8.5  | .214  | .000  | 1.000 | 1.7  | .7  | .2  | .0  | 1.7  |
| Total    |            | 830 | 704 | 34.8 | .472  | .297  | .810  | 7.5  | 2.5 | 1.0 | .7  | 18.1 |
| All-Star |            | 1   | 0   | 21.0 | 1.000 | 1.000 | .000  | 6.0  | .0  | .0  | .0  | 9.0  |

### Playoffs
| Ano     | Equipe     | PJ | PT | MPP  | %TC  | %3P  | %TL  | RPP | APP | ROB | TPP | PPP |
| ------- | ---------- | -- | -- | ---- | ---- | ---- | ---- | --- | --- | --- | --- | --- |
| 2005–06 | Sacramento | 6  | 0  | 21.5 | .535 | .000 | .600 | 4.8 | 1.2 | .3  | .0  | 9.2 |
| Total   |            | 6  | 0  | 21.5 | .535 | .000 | .600 | 4.8 | 1.2 | .3  | .0  | 9.2 |